# Talp daurat de Somàlia
El talp daurat de Somàlia (Calcochloris tytonis) és una espècie de talp daurat endèmica de Somàlia. És incertae sedis dins el gènere Calcochloris; no se sap si se l'ha de classificar dins el subgènere Calcochloris, el subgènere Huetia, o en un subgènere propi.